# Les Mesnuls
Les Mesnuls is een gemeente in het Franse departement Yvelines (regio Île-de-France) en telt 862 inwoners (2016). De plaats maakt deel uit van het arrondissement Rambouillet.

## Geografie
De oppervlakte van Les Mesnuls bedraagt 6,5 km², de bevolkingsdichtheid is 133 inwoners per km².
De onderstaande kaart toont de ligging van Les Mesnuls met de belangrijkste infrastructuur en aangrenzende gemeenten.

## Demografie
Onderstaande figuur toont het verloop van het inwonertal (bron: INSEE-tellingen).

## Bezienswaardigheden
- de kerk Saint-Éloi (15e eeuw)
- het kasteel: de oudste delen zoals de slotgracht en de châtelet aan de ingang dateren uit de 16e eeuw, het centraal woongedeelte dateert uit 1731.